# Noël Bonardi
Pour les articles homonymes, voir Bonardi.
Noël Bonardi, né le 14 février 1934 à Afa et mort dans la même ville le 15 mars 2012, est un sculpteur français.

## Biographie
Sculpteur natif d'Afa, il s'y est établi et y a ses ateliers. L'artiste travaille principalement la pierre (diorite orbiculaire, granite, marbre, porphyre, etc.), mais aussi le bois et les métaux.  Nombre de ses œuvres ornent les places publiques de communes de l'île et du Continent.
Il meurt le 15 mars 2012 dans son village d'origine.

## Œuvres

### Œuvres monumentales commémoratives
Ce sont des pietàs ou des allégories qui ornent les monuments aux morts des communes de : Ajaccio, Bastia, Sartène, Afa, Vivario, Piana, Pietroso, Levie, Cuttoli-Corticchiato et Vero, ou encore un Soldat mourant à Calcatoggio. 

### Œuvres monumentales décoratives
Destinées à orner un site, une place publique ou un établissement d'enseignement :
- Christ Roi, monolithe de granit rose de 25 tonnes, haut de 6 m, d'une hauteur totale avec son socle de 9,50 m, réalisé en 1984. Il se dresse au col de Vergio (1 478 m),
- Sambucucciu d'Alandu, personnage historique de la Corse au Moyen Âge taillé dans un bloc de granit rose, pesant 18 tonnes haut de 6 m réalisé en 1994 pour la commune d'Alando.
- La Pudeur (d) qui orne le square Trottel à Ajaccio, en porphyre rose de Porto poli. Avec cette sculpture, l'artiste a été lauréat du grand prix international de la sculpture Fondation Paul Ricard – Ajaccio en 1967. L'œuvre a été ensuite offerte par la Fondation Paul Ricard à la commune d’Ajaccio).
- Saint Antoine Hermite, en porphyre rose de Porto poli, hauteur 1,60 m. + pied, à Ajaccio.
- Ballet de dauphins, porphyre vert poli de 4 tonnes, haut de 3,30 m, à Pianottoli-Caldarello.
- La Vierge en porphyre rose poli, haute de 1,20 m aux Calanche de Piana.
- Contemplation, en granit rose sur socle de béton, se trouvant au lycée de Porto-Vecchio.
- Torse de cheval, en granit gris pesant 3 tonnes se trouvant au lycée de Corte.
- Méditation, bloc de granit gris poli pesant 3 tonnes, au LEP Finosello à Ajaccio

### Bustes
Noël Bonardi a créé des bustes de personnages divers (hommes politiques, militaires et résistants de la Seconde Guerre mondiale), certaines pour des municipalités, d'autres pour des particuliers.

#### Œuvres pour des municipalités
- Pascal Rossini, maire d'Ajaccio de 1964 à 1975. Le buste en porphyre vert poli, a été réalisé en 1983.
- Jean l'Herminier commandant du Casabianca, en diorite verte polie. La stèle en forme de tourelle de sous-marin, est haute de 2,20 m ; elle se trouve à Ajaccio.
- Michel Bozzi, adjudant-chef de la Mission secrète Pearl Harbour, en porphyre vert poli, réalisée en 1995. Le buste se trouve à Coti-Chiavari.
- Jean Nicoli, héros de la Résistance, en porphyre rose poli, à Carbini.
- Pierre Griffi, en porphyre vert poli à Ajaccio, date de 2003.

#### Œuvres pour des particuliers
- Comte de Poix, en porphyre vert poli à Ajaccio.
- Filippini, en labradorite noire polie à Santa Lina – Ajaccio.
- Jeune fille, en porphyre rose poli à Caldani.
- Jeune Ajaccien, en porphyre vert poli à Ajaccio.

### Œuvres diverses

#### En bois
- bas-reliefs, telles les scènes bibliques de l'église Saint Antoine à Ajaccio.
- sculptures en bois d’aulne poli telle La Frileuse pour un particulier à Lille.

#### En porphyre
- Haut-relief en porphyre poli, telle la Vierge du Calvaire d’Azzana.
- Intaille en porphyre rose poli (exemple : Aurore - École Sampiero à Ajaccio).

#### En bronze
Plusieurs types de médailles en bronze ont été créés, telle la médaille du Conseil Général d’Ajaccio, d'un diamètre de 8 cm.

## Concours et prix
- Baiser, un plâtre pour lequel il a obtenu le 1er prix de sculpture à l'exposition de l’UNEC.
- Tête de Christ, en diorite orbiculaire polie : diplôme au 1er grand prix international d’art contemporaine de la principauté de Monaco 1976.
- Apollon, plâtre : lauréat au 1er grand prix international de sculpture – Paris Fondation Paul Ricard.
- Flore, en porphyre rose de Porto poli : lauréat au 1er grand prix international d’art contemporain de la principauté de Monaco – Collection privée.
- Beauté et Harmonie, plâtre : Biennale Européenne.
- Maquette de "La Pudeur", porphyre rose de Port poli : Exposition internationale au festival du film de Cannes, Hôtel Martinez – Exposition itinérante des Villes de France et d’Espagne, Fondation Paul Ricard.
- Attitude, en bois de tilleul poli : 1er prix Plaquette d’or, exposition Palais des papes d'Avignon – 1er prix Médaille d’or exposition internationale Marseille et Avignon Collection Privée 1982.
- Sirène, porphyre rose poli : Exposition jeunes sculpteurs méditerranéens Nice (Collection privée).
- Contemplation, bois d’orme poli : Exposition Palais des congrès d'Ajaccio (Collection privée).
- Figure Accroupi, marbre travertin poli : Expositions Palais des congrès d'Ajaccio (Collection privée).